# Celtic Tigers
Celtic Tigers – angielski klub szachowy z siedzibą w Londynie.

## Historia
Klub został założony w 2005 roku i jest siostrzanym klubem powstałego w 1962 roku Hammersmith Chess Club. Ideą przyświecającą założycielom – Senanowi Bannonowi, Craigowi Evansowi i Peterowi Kitchenowi – było utworzenie całkowicie irlandzko-walijskiego klubu rywalizującego w 4NCL. Pierwotny cel nie został osiągnięty, jako że do klubu pozyskiwano początkowo przeważnie graczy z okolic Londynu. Klub zainaugurował rozgrywki w 4NCL w sezonie 2005/2006. Uzyskano wówczas 21. miejsce w czwartej dywizji. W 2008 roku klub zajął miejsce premiowane awansem. W 2015 roku klub awansował do Division 2. W sezonie 2015/2016 drużyna Celtic Tigers zajęła pierwsze miejsce w rozgrywkach i awansowała do pierwszej dywizji. W sezonie 2016/2017 klub spadł z Division 1. W 2018 roku klub powrócił do pierwszej ligi. Sezon 2018/2019 zespół zakończył na czwartym miejscu w grupie spadkowej. W 2019 roku zespół zadebiutował w Pucharze Europy. Celtic Tigers wygrał wówczas z CE Fontainois, zremisował z KSH Dardania, a przegrał pięć spotkań (z ŽŠK Maribor, Rehovot Chess School, KSH Prishtina, Perfectem i White Knights Chess Club), zajmując w końcowej klasyfikacji 64. miejsce na 66 drużyn. Sezon 2021/2022 klub zakończył na szóstym miejscu w lidze. W Pucharze Europy zespół zajął 50. miejsce, po zwycięstwach nad CE Dudelange, KSH Drejtësia i Alingsås SS oraz porażkach z SG Solingen, Vammalan SK, Le Cavalier Differdange i Bedford Chess Club. W sezonie 2022/2023 klub był ósmy w Division 1. W rozgrywkach o Puchar Europy drużyna Celtic Tigers została sklasyfikowana na 68. pozycji. Klub wygrał wówczas spotkania z Gonzaga Chess Club i Partizani Tirana, ponadto zremisował z SV Paul Keres 2. Przegrano natomiast mecze z Vüqarem Həşimovem, KSK Rochade Eupen-Kelmis, De Sprénger Echternach i Butrinti Saranda. W sezonie 2023/2024 zespół zajął przedostatnie, jedenaste miejsce w pierwszej dywizji i spadł z niej.

## Arcymistrzowie w historii klubu
- Matthieu Cornette[17]
- Toms Kantans[18]
- Zbigniew Pakleza[19]
- Frode Urkedal[20]